# Mallota sera
Mallota sera är en tvåvingeart som beskrevs av Stackelberg 1950. Mallota sera ingår i släktet hålblomflugor, och familjen blomflugor. Inga underarter finns listade i Catalogue of Life.